# Formigny
Formigny is een plaats en voormalige gemeente in het Franse departement Calvados in de regio Normandië en telt 244 inwoners (1999).  Op 1 januari 2017 fuseerde de gemeente met Aignerville, Écrammeville en Louvières tot de commune nouvelle Formigny La Bataille, waarvan Formigny de hoofdplaats werd. Ook deze gemeente maakt deel uit van het arrondissement Bayeux.

## Geografie
De oppervlakte van Formigny bedraagt 11,1 km², de bevolkingsdichtheid is 22,0 inwoners per km².
De onderstaande kaart toont de ligging van Formigny met de belangrijkste infrastructuur en aangrenzende gemeenten.

## Demografie
Onderstaande figuur toont het verloop van het inwonertal (bron: INSEE-tellingen).
Vanwege een beveiligingsprobleem met de MediaWiki Graph-software is het momenteel niet mogelijk deze grafiek weer te geven. Zodra de software is bijgewerkt zal de grafiek vanzelf weer zichtbaar worden.
Aignerville · Écrammeville · Formigny · Louvières